# Утішання
Утішання — морально-дидактичний жанр — промова, послання або інший твір, найчастіше звернений до рідних або друзів, які втратили близьких, і має на меті допомогти їм впоратися зі своєю скорботою. Жанр розради мав широке поширення в античності, зустрічається і в більш пізній літературі.
Задля досягнення своєї мети «утішання» вдаються до допомоги філософії, тим більше що «антична філософія платонічного або стоїчного типу — це приготування до смерті, наука праведного життя і спасіння душі».